# 永田衡吉

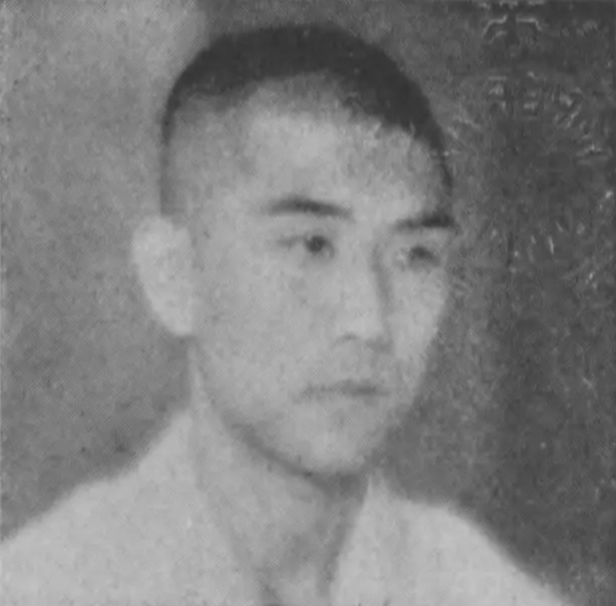
永田衡吉

永田 衡吉（ながた こうきち、1893年11月20日 - 1990年2月27日）は、日本の劇作家、民俗芸能研究家。

## 略歴
和歌山県新宮出身。1917年早稲田大学英文科卒、東京帝国大学で美学美術史を学ぶ（卒業未確認）。21年から戯曲を発表、27年柳田國男、折口信夫らの民俗芸術の会の結成に参加、28年「信州義民伝」が6代目尾上菊五郎によって上演、「源義朝」が沢田正二郎によって上演される。30年菊五郎の日本俳優学校の設立に参加し講師となる。

## 著書
- 『厩戸皇子』四紅社　1925
- 『平泉記 戯曲集 他八篇』河出書房　1936
- 『林子平』編　大日本雄辯會講談社　1943
- 『神奈川県民俗芸能誌』錦正社　1968
- 『日本の人形芝居』錦正社　1969
- 『かながわの祭と芸能』神奈川合同出版　1977　かもめ文庫 かながわふるさとシリーズ
- 『神奈川県民俗芸能誌 民謡編』錦正社　1982
- 『民俗芸能・明治大正昭和』錦正社　1982
- 『生きている人形芝居』錦正社　1983
- 『鉄砲ざし 相模人形芝居の特徴』錦正社　1983

## 参考
- デジタル版日本人名大辞典:
- 『日本近代文学大事典』講談社、1984